# Neoscorpis lithophilus
Neoscorpis lithophilus és una espècie de peix pertanyent a la família dels kifòsids i l'única del gènere Neoscorpis.

## Descripció
- Pot arribar a fer 50 cm de llargària màxima (normalment, en fa 18) i 2.600 g de pes.
- 6-8 espines i 20-25 radis tous a l'aleta dorsal i 3 espines i 23-26 a l'anal.[3][4][5]

## Alimentació
Menja algues i invertebrats.

## Depredadors
A Sud-àfrica és depredat pel tauró de puntes negres (Carcharhinus limbatus).

## Hàbitat
És un peix marí, demersal i de clima subtropical que viu a les aigües costaneres de fons rocallosos.

## Distribució geogràfica
Es troba a l'Índic occidental: des de l'illa d'Inhaca (Moçambic) fins a False Bay (Sud-àfrica).

## Observacions
És inofensiu per als humans.